# Helicopsyche amica
Helicopsyche amica là một loài Trichoptera trong họ Helicopsychidae. Chúng phân bố ở vùng Tân nhiệt đới.